# Костянтин Сірославич
Костянтин (Кснятин) Сірославич (також Сірославович) — галицький боярин середини та другої половини XII століття. Відігравав важливу роль при князі Ярославі Осмомислі, був одним з найбільших його порадників.

## Життєпис
За наказом Ярослава Осмомисла 1157 року очолив посольство до київського князя Юрія Володимировича з метою домогтися видачі бунтівного Івана Ростиславича.
Керівник повстання проти князя Володимира Ярославича, який мав нешлюбну дружину Марію — не розлучену з чоловіком-священником жінку з Чешибісів.
У 1170 році Кснятин командував допоміжною галицькою дружиною (раттю), яка ходила разом з Мстиславом Ізяславичем під Вишгород, на князя Давида Ростиславича. Будучи, за деякими даними, підкупленим Давидом, Кснятин самовільно повів військо додому, підробивши відкличну грамоту від імені свого князя. Коли у князя Ярослава почалася боротьба з Ярославом Осмомислом, з боярами й жінкою Ольгою Юріївною, Кснятин встав на бік останніх, пішов з нею до Польщі і повернувся лише тоді, коли коханка князя, Настасія, через яку розгорілася ця війна, була спалена боярами.
Персонаж повісті Володимира Бірчака «Проти закону».